# Candie Prune
Candie Prune est un groupe de rock français, originaire de Rennes, en Ille-et-Vilaine. Actif entre 1995 et 2000, il est mené par la guitariste/chanteuse Saholy Diavolana. Durant son existence, le groupe comprend Laureline Prom à la basse et Arnaud Keb à la batterie. Leur son rappelle celui des Pixies, dont Saholy Diavolana revendique ouvertement l'influence, en particulier sur l'album Absurde.

## Biographie
Saholy Diavolana forme Candie Prune en octobre 1995. Elle engage un batteur et un bassiste et commence à tourner. Leur premier concert se fera dans les Bars en Trans en marge des Transmusicales de Rennes 1995. En 1996, Arnaud Keb (à la batterie) et Laureline Prom, une guitariste qui se reconvertit à la basse pour l'occasion, intègrent le groupe. Leur passage au Off du Printemps de Bourges 1996 les amène à signer leur premier contrat avec une maison de disques.
Après un premier EP auto-produit, intitulé EP!EP!. enregistré en quatre jours (sorti la même année) très bien reçu par le public, la sortie d'Absurde en 1998 (enregistré à Londres en 1997) leur amène un succès d'une ampleur inattendue et les propulse au premier plan de la scène rock française. La tournée qui s'ensuit les amène à côtoyer des groupes tels que Eiffel (alors à leurs tout débuts), Calexico ou Grandaddy.
Le groupe se rebaptise Andice Rupen, anagramme de Candie Prune, le temps d'un dernier album, intitulé Garage Sessions, un projet parallèle de punk rock sorti en 2000. Arnaud Keb y est remplacé par Gilles Morillon. Cet album marque la fin du groupe, qui se sépare fin 2000. Laureline Prom et Gilles Morillon se retrouveront plus tard dans un autre groupe rennais, The Dude.
Arnaud Keb est décédé en 2013.

## Discographie
- 1996 : EP!EP!
- 1998 : Absurde
- 2000 : Garage Sessions (sous le nom Andice Rupen)